# Stephanocaryum
Stephanocaryum es un género de plantas con flores perteneciente a la familia Boraginaceae. Comprende dos especies.

## Taxonomía
El género fue descrito por Mijaíl Popov y publicado en Not. Syst. Acad. Sci. U.R.S.S. 14: 340. 1951.

## Especies
- Stephanocaryum algae
- Stephanocaryum popovii